# شهرستان الگینی (پنسیلوانیا)
شهرستان اَلگِـینی، پنسیلوانیا (به انگلیسی: Allegheny County, Pennsylvania) شهرستانی در ایالات متحده آمریکا است که در پنسیلوانیا واقع شده‌است.

## خصوصیات
شهرستان الگینی ۱٬۹۲۹ کیلومترمربع مساحت دارد.